# Vnitropodnikové účetnictví
Můžeme najít tyto definice vnitropodnikového účetnictví:
Vnitropodnikovým účetnictvím označujeme tu část manažerského účetnictví, která pracuje klasickými účetními metodami na účtech (MD/DAL). Protože slouží zároveň k přenosu účetních dat o ocenění vlastních výkonů do účetnictví finančního, a v tomto rozsahu podléhá účetní regulaci, tvoří zároveň spojovací můstek mezi účetnictvím manažerským a finančním.
Vnitropodnikové účetnictví lze chápat jako vymezenou soustavu účetních postupů, jejímž cílem je shromažďovat, třídit a zpracovávat informace o ekonomických procesech, které se uskutečňují uvnitř firmy, v jejichž definovaných organizačních celcích a mezi nimi, a to v rozsahu a způsobem, který je nezbytný pro veškeré uživatele těchto účetních informací. Je plně v kompetenci účetní jednotky.
Vnitropodnikové účetnictví je účetnictvím, které slouží k tomu, aby byly náklady správně účetně vykázány tam, kde byly spotřebovány nebo pro koho byly tyto náklady spotřebovány.
Je též používán název nákladové účetnictví. Název je možná trochu zavádějící – není to jen o vnitro nákladech, ale i o vnitro výnosech.
Vnitropodnikové účetnictví v užším významu představuje účtování interních účetních transakcí MD/DAL na vnitropodnikové účty a to ve vnitropodnikových cenách.
Vnitropodnikové účetnictví a finanční účetnictví je součástí manažerského účetnictví, které dále zahrnuje kalkulace, rozpočty, plánování, statistiku, controlling.

## Důvody pro zavedení vnitropodnikového účetnictví
Existují dva hlavní důvody pro zavedení vnitropodnikového účetnictví:
1. Požadavek předpisů – slouží pro vyjádření aktivace vlastních výkonů a pro ocenění zásob a ostatních výkonů vytvořených vlastní činností.
2. Požadavek firmy (organizace) – mít přehled o co nejpřesnějším toku nákladů a výnosů ve firmě (v organizaci) na jednotlivá střediska, výkony, činnosti, zakázky apod.
„Náklady se chovají tak, jak je řídíme.“ neznámý autor
„Co nelze změřit, nelze řídit!“  Meg Whitmanová

## Předpisy pro vnitro účetnictví

### Vnitropodnikové účetnictví
Upravuje v České republice standard číslo 001 pro podnikatele.
Lze využít účty syntetických účtů 599 a 699.

Nebo celou účtovou třídu 8 a 9.

### Vnitroorganizační účetnictví
Upravuje v České republice standard číslo 701 pro vybrané účetní jednotky.
Lze využít účty syntetických účtů 599 a 699.

Nebo celou účtovou třídu 7 a 8.

### Směrnice pro vnitro účetnictví
Oba dva předpisy ukládají účetním jednotkám stanovit formu vnitropodnikového účetnictví. Toto by mělo být uvedeno v samostatné vnitro firemní (vnitro organizační) směrnici.

## Vnitro účtování
Vnitro účtování se neliší od jiného podvojného účetnictví.
Základem je vždy na konec účetní transakce MD/DAL – příklad:
| Částka (vnitro) | účet MD (účet vnitro) | účet DAL (účet vnitro) |
| --------------- | --------------------- | ---------------------- |
| 1 000           | 891000                | 991000                 |

## Druhy vnitro výkonů
Druhy vnitro výkonů jsou základem pro bližší určení účtů, vnitro sazeb aj. U každého vnitro výkonu by měly být ve vnitro směrnici pro vnitro účetnictví určeny podrobnosti.
Pro vnitro účetnictví připadají nejčastěji tyto druhy vnitro výkonů:
| Č.  | Název                    |
| --- | ------------------------ |
| 1.  | Ruční práce              |
| 2.  | Práce řidiče             |
| 3.  | Práce traktoru           |
| 4.  | Práce kombajnu           |
| 5.  | Práce bagru              |
| 6.  | Práce nakladače          |
| 7.  | Práce nákladních aut     |
| 8.  | Práce opravářů, údržbářů |
| 9.  | Práce stavebníků         |
| 10. | Pronájmy zařízení        |
| 11. | Pronájmy nemovitostí     |
| 12. | Vnitro energie           |
| 13. | Vnitro teplo             |

## Co je nutné pro vnitropodnikové účetnictví
Pouze a jen tyto tři komponenty jsou nutné jak je dále uvedeno:
1. Klíče (tyto jediné se netýkají jen vnitro účetnictví)
2. Vnitro účty
3. Vnitro ceny

Na základě těchto tří komponent může běžet kompletní vnitro podnikové účetnictví.

### Klíče
- Jedná se o podrobnější členění firmy (organizace).
- Klíče se netýkají pouze vnitropodnikového účetnictví.
- Klíčování se týká všech okruhů účetnictví.
- Obecně se mnohdy uvádí jako analytická evidence k účtům.
- Ovšem nejedná se o analytiky účtů, jak to najdete ve většině učebnic a odborných publikací u vnitropodnikového účetnictví. Jedná se o naprosto samostatné kódy vedle účtů.
- Příklad: středisko, divize, výkon, stroj, zakázka,…
- U každého klíče jsou měřitelné vstupy i výstupy a vzájemné vztahy mezi klíči mají též měřitelnou hodnotovou formu.

|       | Ú Č T O V Á N Í A K L Í Č O V Á N Í |              |                 |           |
| Účty  | finanční                            | podrozvahové | vnitropodnikové | naturální |
| Klíče | KLÍČOVÁNÍ                           | KLÍČOVÁNÍ    | KLÍČOVÁNÍ       | KLÍČOVÁNÍ |

Základní rozlišení klíčů je na linii odpovědnostní a výkonovou.
Jako třetí pohled se uvádí procesní, označované jako ABA popř. ABM. Tomu pak odpovídá procesní řízení.

### Vnitro účty
Lze využít v účtové osnově účty syntetických účtů 599 a 699. Nebo celou účtovou třídu 8 a 9.
Použití těchto účtů nijak neurčuje povinně v současné době nějaký speciální účetní okruh.

To znamená, že účty třídy 8 a 9 lze uvést v základním účetním okruhu, kde představují pouze vnitro okruh.

Lze doporučit účty třídy 8 a 9. Proč? Je zde možnost více členění (větší rozsah syntetiky i analytiky účtů)

Z důvodů větší srozumitelnosti a přehlednosti rozlišovat vnitro účty takto:

třída 8 – vnitro náklady

třída 9 – vnitro výnosy

A u nich uvádět vždy vnitro účty v párném významu – příklad:

891xxx – vnitro nájem náklad
991xxx – vnitro nájem výnos

### Vnitro cena
Protože veškeré vnitro účetnictví probíhá ve vnitro cenách, je nutné stanovit vnitro sazby pro jednotlivé druhy vnitro výkonů. Vnitro cenu lze určit v základě dvojím způsobem:
- vnitro sazba určená vnitro ceníkem (vnitro sazba za jednotku výkonu)
- vnitro cena v celkové výši dohodnutá mezi vnitro dodavatelem a vnitro odběratelem (většinou se nazývá vnitro šek)

Obecně platí:

Vnitro sazba * množství = Vnitro cena

### Vnitro transakce
Tímto je určeno, kdo pro koho provádí vnitro výkon a to:
- co
- za co

Obě dvě strany účetní transakce jsou určeny klíči.

Lze to takto znázornit:

VNITRO DODAVATEL → VNITRO ODBĚRATEL

## Rozlišení pomocných činností a režií
Pro správné vnitro účtování je nutné důsledně rozlišovat pomocné činnosti, které představují velmi podstatnou částku vnitro výkonů, od režií.
V následující tabulce jsou shrnuty hlavní rozdíly i chyby.